# Alchemilla iniquiformis
Alchemilla iniquiformis é uma espécie de rosácea do gênero Alchemilla, pertencente à família Rosaceae.